# 大宝寺 (岐阜市)
大宝寺（だいほうじ）は岐阜県岐阜市大宝町にある臨済宗妙心寺派の寺院。岐阜市の大宝町の名称は当寺が所在することに因んでいる。

## 歴史
明応3年(1494年)に美濃国(岐阜県南部)の守護代、斎藤利国が開基となり、興宗宗松を開山として郡上郡下田郷吉田村(郡上市美並町)に開かれた。その際設けられた鐘楼の鐘は万里集九が記銘している。
興宗宗松は妙心寺東海派の開祖悟渓宗頓の法嗣で、瑞龍寺開善院や妙心寺大珠院の開山となった一派の重鎮であった。
その後、法嗣の泰秀宗韓が2世住持となる。十州宗哲が3世住持であった永禄5年(1562年)に現在地に移転した。
4世住持、菊潭祖采は姫路市にある龍峯寺の開山となっている。
濃尾地震や岐阜空襲で罹災し、現在の堂宇はその後に再建されたものである。